# Лапино (Красноярский край)
Лапино — упразднённая деревня в Абанском районе Красноярского края России. Входила в состав Покатеевского сельсовета. Упразднена в 2025 году.

## География
Деревня находится в восточной части района, на западном берегу озера Душнуха, к югу от реки Бирюса, на расстоянии приблизительно 96 км (по прямой) к востоку-северо-востоку (ENE) от посёлка Абан, административного центра района. Абсолютная высота — 184 метра над уровнем моря.

## История
Деревня Лапино была основана в 1723 году. По данным 1926 года в деревне имелось 83 хозяйства и проживал 441 человек (в основном — русские). Административно деревня входила в состав Покатеевского сельсовета Абанского района Канского округа Сибирского края.

## Население
| 1926 | 1989 | 2002 | 2010 |
| ---- | ---- | ---- | ---- |
| 441  | ↘15  | ↘4   | ↘0   |